# Гарсия Гонсалес, Гильермо
Гильермо Гарсия Гонсалес (исп. Guillermo García González; 9 декабря 1953, Санта-Клара — 26 октября 1990, около Гаваны) — кубинский шахматист, гроссмейстер (1976).
Неоднократный чемпион страны. В составе команды Кубы участник многих олимпиад. Участник межзональных турниров в Рио-де-Жанейро (1979) — 13—14-е и Москве (1982) — 5—6-е места (с Е. Геллером). Шахматист активного позиционного стиля.
Лучшие результаты в других международных соревнованиях: Лас-Пальмас (1974) — 4—7-е (с У. Андерссоном, Б. Ларсеном и Л. Полугаевским); Цюрих (1975) — 1—3-е; Пловдив (1975) — 1-е; Нови-Сад (1975) — 2—4-е; Сан-Фелиу (1975) — 1—4-е; Каракас (1976) — 2—4-е; Оренсе (1976) и Мехико (1977) — 1-е; Богота (1977) — 2-е; Сьенфуэгос (1977) и Медельин (1978) — 1—2-е; Малпаломас (1979) — 1-е; Лас-Пальмас (1979) — 2—3-е; Гавана (1980, 1982 и 1985) — 1-е, 1-е и 1—2-е; Баямо и Сьенфуэгос (1980) — 1-е; Приштина (1980) — 1—2-е; Баямо (1981, 1982 и 1984) — 1-е, 4—5-е и 2-е; Пинар-дель-Рио (1982) — 2-е; Каракас (1982) — 1—2-е; Сьенфуэгос (1984) — 3—5-е; Гавана (1985, февраль — март) — 1—2-е; 1985 (май — июнь) — 2-е; Португалете и Гавана (1986) — 1-е; Понтеведра (1986) — 1—3-е; Камагуэй (1987, 1-й турнир) — 4—6-е места.

## Изменения рейтинга
| Графики недоступны из-за технических проблем. См. информацию на Фабрикаторе и на mediawiki.org. |